# مینامی‌شیمابارا، ناگاساکی
مینامی‌شیمبارا، ناگازاکی (به ژاپنی: 南島原市) در استان ناگازاکی در کشور ژاپن واقع شده‌است و در ۳۱ مارس ۲۰۰۶ به عنوان شهر شناخته شد.